# Cai Xuetong
Cai Xuetong (en chino: 蔡雪桐; Harbin, 26 de septiembre de 1993) es una deportista china que compite en snowboard, especialista en la prueba de halfpipe.
Ganó cuatro medallas en el Campeonato Mundial de Snowboard entre los años 2015 y 2023. Adicionalmente, consiguió cinco medallas en los X Games de Invierno.
Participó en cuatro Juegos Olímpicos de Invierno, entre los años 2010 y 2022, ocupando el sexto lugar en Sochi 2014, el quinto en Pyeongchang 2018 y el cuarto en Pekín 2022, en la prueba de halfpipe.

## Medallero internacional
| Campeonato Mundial | Campeonato Mundial         | Campeonato Mundial | Campeonato Mundial |
| Año                | Lugar                      | Medalla            | Prueba             |
| ------------------ | -------------------------- | ------------------ | ------------------ |
| 2015               | Kreischberg (Austria)      | Medalla de oro     | Halfpipe           |
| 2017               | Sierra Nevada (España)     | Medalla de oro     | Halfpipe           |
| 2019               | Park City (Estados Unidos) | Medalla de plata   | Halfpipe           |
| 2023               | Bakuriani (Georgia)        | Medalla de oro     | Halfpipe           |

| X Games de Invierno | X Games de Invierno    | X Games de Invierno | X Games de Invierno |
| Año                 | Lugar                  | Medalla             | Prueba              |
| ------------------- | ---------------------- | ------------------- | ------------------- |
| 2016                | Aspen (Estados Unidos) | Medalla de bronce   | Superpipe           |
| 2017                | Aspen (Estados Unidos) | Medalla de plata    | Superpipe           |
| 2019                | Aspen (Estados Unidos) | Medalla de bronce   | Superpipe           |
| 2023                | Aspen (Estados Unidos) | Medalla de bronce   | Superpipe           |
| 2024                | Aspen (Estados Unidos) | Medalla de bronce   | Superpipe           |